# Phyllogomphoides semicircularis
Phyllogomphoides semicircularis – gatunek ważki z rodziny gadziogłówkowatych (Gomphidae). Występuje na terenie Ameryki Południowej.